# Gyöngyös vasútállomás
Gyöngyös vasútállomás egy Heves vármegyei vasútállomás, Gyöngyös településen, a MÁV üzemeltetésében. A belváros keleti szélén helyezkedik el, közúti elérését a 24-es főútból, annak körülbelül a 3+100-as kilométerszelvényénél (a 2406-os út folytatásaként) kelet-délkelet felé kiágazó 24 312-es számú mellékút (települési nevén Kossuth Lajos utca, majd Vasút utca) biztosítja, ahol helyközi buszjáratok érintik az állomást.

## Vasútvonalak
Az állomást az alábbi vasútvonalak érintik:
- Vámosgyörk–Gyöngyös-vasútvonal

## Kapcsolódó állomások
A vasútállomáshoz az alábbi állomások vannak a legközelebb:
- Kitérőgyár megállóhely (Vámosgyörk–Gyöngyös-vasútvonal)

## Forgalom
| Járat            | Útvonal | Gyakoriság           |
| ---------------- | --- | -------------------- |
| Mátra InterRégió | Budapest-Keleti – Gödöllő – Máriabesnyő – Bag – Aszód – Tura – Hatvan – Vámosgyörk – Gyöngyöshalász – Kitérőgyár – Gyöngyös                                                                                               | Óránként             |
| személyvonat     | Gyöngyös → Gyöngyöshalász → Vámosgyörk → Hatvan → Tura → Aszód → Bag → Máriabesnyő → Gödöllő → Isaszeg → Pécel → Rákoscsaba → Rákoscsaba-Újtelep → Rákosliget → Akadémiaújtelep → Rákos → Kőbánya felső → Budapest-Keleti | Napi 1 Budapest felé |
| személyvonat     | Hatvan → Vámosgyörk → Gyöngyöshalász → Kitérőgyár → Gyöngyös | Napi 1 Gyöngyös felé |

## Kapcsolódó oldalak
- Mátravasút